# Herberstjärnen
Herberstjärnen är en sjö i Orsa kommun i Dalarna och ingår i Dalälvens huvudavrinningsområde. Sjön har en area på 0,0519 kvadratkilometer och ligger 278,1 meter över havet.

## Delavrinningsområde
Herberstjärnen ingår i det delavrinningsområde (679952-145761) som SMHI kallar för Ovan Fjaggbäck. Medelhöjden är 313 meter över havet och ytan är 3,94 kvadratkilometer. Det finns inga avrinningsområden uppströms utan avrinningsområdet är högsta punkten. Idån som avvattnar avrinningsområdet har biflödesordning 3, vilket innebär att vattnet flödar genom totalt 3 vattendrag innan det når havet efter 389 kilometer. Avrinningsområdet består mestadels av skog (86 procent). Avrinningsområdet har 0,45 kvadratkilometer vattenytor vilket ger det en sjöprocent på 11,3 procent.